# Chavannes-le-Veyron
Pour les articles homonymes, voir Chavannes.
Chavannes-le-Veyron est une commune suisse du canton de Vaud, située dans le district de Morges.

## Géographie
| L'Isle   | Cuarnens            | La Chaux |
|          | Chavannes-le-Veyron |          |
| Pampigny |                     | Grancy   |

## Hydrographie
Chavannes-le-Veyron est traversée par le Veyron et son affluent, La Malagne. Sur le cours d'eau principal se trouvait une installation hydraulique encore en service dans les années 1960, utilisée en particulier pour alimenter la scierie de Chavannes-le-Veyron, aujourd'hui inscrite comme bien culturel suisse d'importance nationale.
Pour cette commune rurale, l'importance de l'eau se retrouve sur ses armoiries, qui se décrivent comme suit : « d'azur à la bande ondée d'argent, chargée de trois vairons au naturel posés en fasce ».

## Population

### Surnom
Les habitants de la commune sont surnommés les Vermisseaux et les Grêlés.

## Monuments
L'église de Chavannes-le-Veyron date de 1844. Elle a remplacé une chapelle construite en 1636, année à partir de laquelle est célébrée une journée de jeûne spécifique au village, tous les 21 juin.